# خوشنویسی مغولی
خوشنویسی مغولی هنر خوشنویسی زبان مغولی است.

## پیشینه
گذشته نوشتن و نامه‌نویسی در بین قوم مغول به حدود ۱۲۰۰ میلادی می‌رسد که قوم مغول بر اویغور چیره گشت و از خط آنان برای نوشتن زبان خود استفاده کردند. در سرزمین مغولستان سنگ‌نگاره‌ها و کتیبه‌های بسیاری با خط مغولی وجود دارد. از نمونه‌های این سنگ‌نوشته‌ها می‌توان به ستون سنگی یادبود چنگیز خان اشاره کرد که در حدود ۱۲۲۴ میلادی نوشته شده‌است.
نامه‌های زیادی نیز با خط مغولی از ایلخانان مغولی باقی‌مانده‌است.

## ویژگی‌ها
نوشته‌های مغولی را از بالا به پایین و از راست به چپ و به صورت موافق عقربه‌های ساعت می‌نویسند. برای نوشتن آن همچون خطوط آسیای شرقی، قلم‌مو را بکار می‌برند.

## نگارخانه

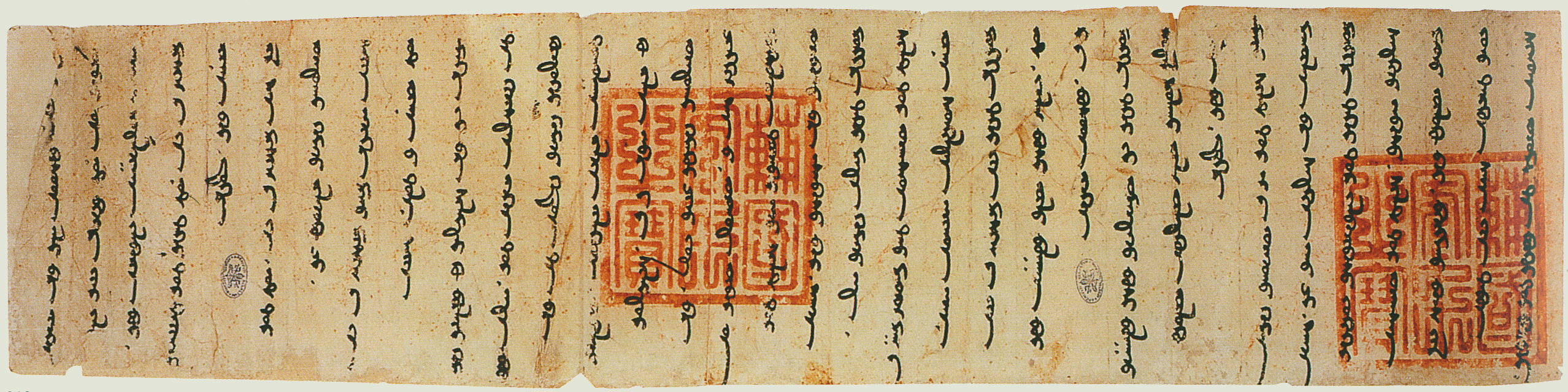
نامه ارغون‌خان شاه ایلخانان به پاپ نیکلاس چهارم با خط مغولی در سال ۱۲۹۰ میلادی. این نامه هم‌اکنون در واتیکان نگهداری می‌شود.
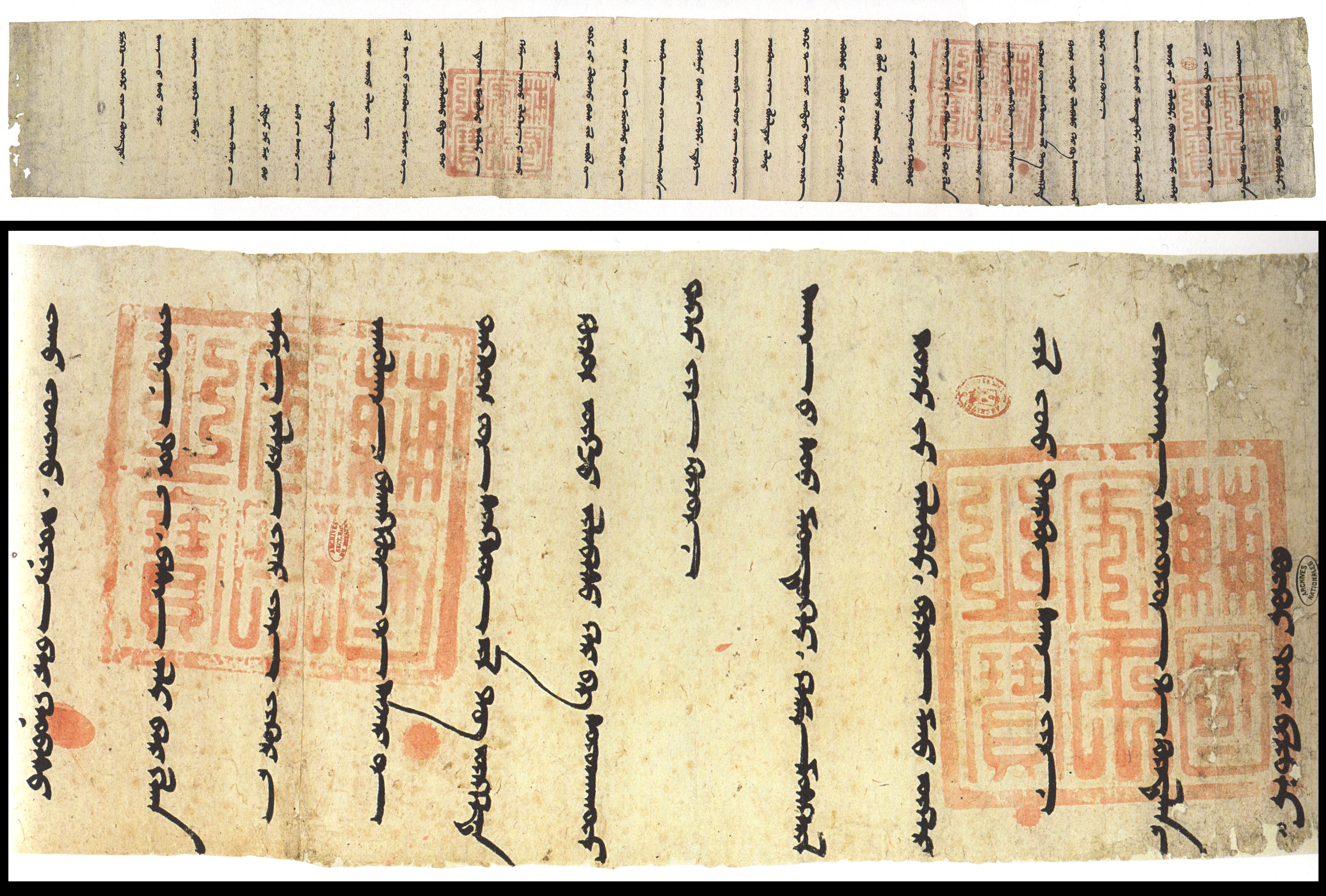
نامه ارغون‌خان شاه ایلخانان به فیلیپ چهارم فرانسه با خط مغولی در سال ۱۲۸۹ میلادی. مهر آن به خط چینی است.
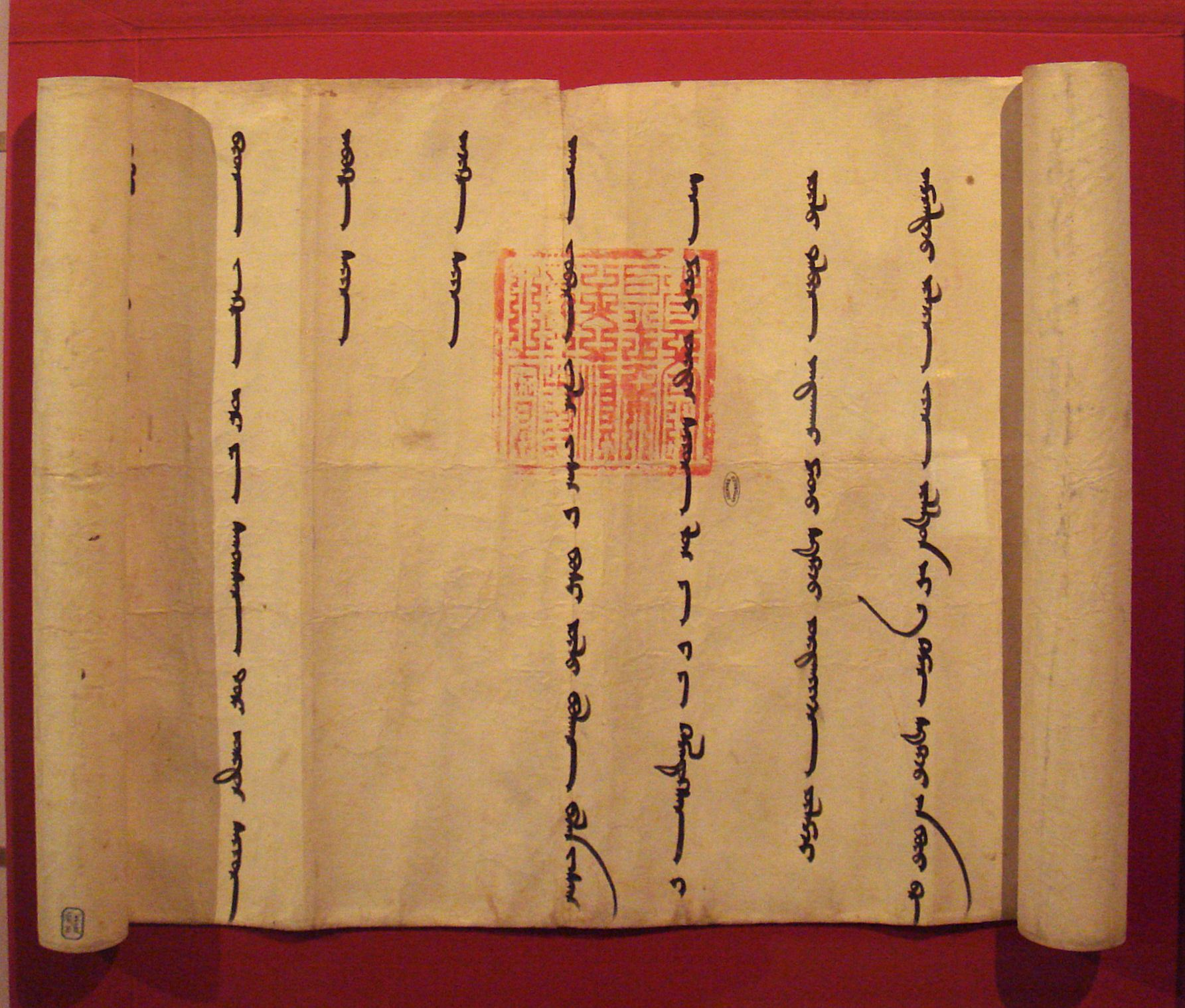
نامه اولجایتو با خط مغولی به فیلیپ چهارم فرانسه در ۱۳۰۵ میلادی. اندازه این طومار بزرگ، ۳۰۲ سانتی‌متر در ۵۰ سانتی‌متر است.
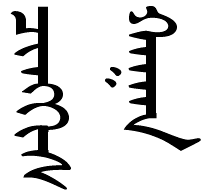
نام چنگیزخان به خط مغولی.
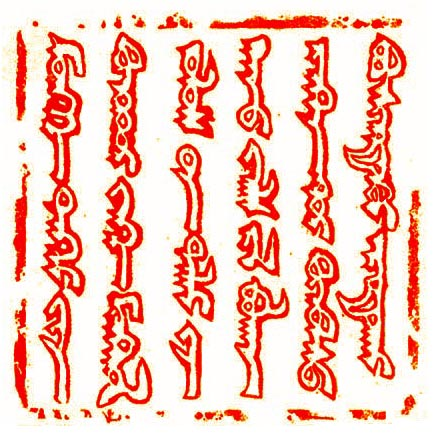
مهر گیوک خان که در نامه‌اش به پاپ اینوسنت چهارم در سال ۱۲۴۶ میلادی بکار گرفته شده‌است.